# Адміністративний устрій Савранського району
Адміністративний устрій Савранського району — адміністративно-територіальний поділ Савранського району Одеської області на 1 селищну та 10 сільських рад, які об'єднували 21 населений пункт та були підпорядковані Савранській районній раді. Адміністративний центр — смт Саврань.
Савранський район був ліквідований 17 липня 2020 року.

## Список радСавранського району
| №  | Назва                      | Центр         | Населені пункти                                  | Площа км² | Місце за площею | Населення (2001), чол. | Місце за населенням | Розташування                                                |
| -- | -------------------------- | ------------- | ------------------------------------------------ | --------- | --------------- | ---------------------- | ------------------- | ----------------------------------------------------------- |
| 1  | Савранська селищна рада    | смт Саврань   | смт Саврань с. Гетьманівка с-ще Ковбасова Поляна |           |                 |                        |                     |                                                             |
| 2  | Байбузівська сільська рада | с. Байбузівка | с. Байбузівка                                    |           |                 |                        |                     |                                                             |
| 3  | Бакшанська сільська рада   | с. Бакша      | с. Бакша с. Йосипівка                            |           |                 |                        |                     |                                                             |
| 4  | Вільшанська сільська рада  | c. Вільшанка  | c. Вільшанка                                     |           |                 |                        |                     |                                                             |
| 5  | Дубинівська сільська рада  | c. Дубинове   | c. Дубинове с. Слюсареве                         |           |                 |                        |                     |                                                             |
| 6  | Кам'янська сільська рада   | c. Кам'яне    | c. Кам'яне                                       |           |                 |                        |                     |                                                             |
| 7  | Капустянська сільська рада | c. Капустянка | c. Капустянка с. Білоусівка с. Дубки             |           |                 |                        |                     | 17.07.2020 села сільради увійшли до Бакшанського старостату |
| 8  | Концебівська сільська рада | c. Концеба    | c. Концеба                                       |           |                 |                        |                     |                                                             |
| 9  | Неділківська сільська рада | c. Неділкове  | c. Неділкове с. Струтинка                        |           |                 |                        |                     |                                                             |
| 10 | Осичківська сільська рада  | c. Осички     | c. Осички                                        |           |                 |                        |                     |                                                             |
| 11 | Полянецька сільська рада   | c. Полянецьке | c. Полянецьке с. Глибочок с. Квітка с. Острівка  |           |                 |                        |                     |                                                             |

* Примітки: м. — місто, с-ще — селище, смт — селище міського типу, с. — село

## Історія
- Савранський район засновано 7 березня 1923 року (з Савранської волості[3])[4] у складі Балтської округи Одеської губернії УСРР.[5]
- З листопада 1924 р. — Першомайської округи.[6]
- В 1926 році північна частина Ясенівського р-ну (села колишньої Бакшанської волості) перейшла до складу Савранського району.[7]
- З червня 1930 р. — Одеської округи.[8]
- З вересня 1930 р. — після скасування округ район 1-ї категорії підпорядкований безпосередньо центру (республіці).[9]
- З лютого 1931 р. район приєднано до Кривоозерського р-ну.[10]
- З лютого 1932 р. Кривоозерський район у складі Одеської області.[11]
- 11 лютого 1933 р. район відновлено постановою ВУЦВК «Про утворення Савранського району на території Одеської області».[12]
- В 1957 р. до Савранського р-ну увійшла частина розформованого Піщанського району (села: Піщана, Гербине, Пужайкове, Ляхове (з 1945 р. Савранське), Шляхове, Ракулове).[13]
- З 1962 року Савранський район був ліквідований і приєднаний до Любашівського району[14]; колишні села Піщанського р-ну (Піщанська, Пужайківська, Шляхівська сільради) та Плосківська сільрада відійшли до Балтського району.
- З січня 1965 року Кам'янська та Концебівська (разом з с. Байбузівка) сільради Любашівського району приєднані до Балтського району[15],
 з лютого 1965 року Кам'янську сільраду повернуто до складу Любашівського району.[16][17]
- Президія Верховної Ради УРСР Указом «Про утворення нових районів Української РСР» від 8 грудня 1966 року утворила в Українській РСР 81 новий район, у тому числі була відновлена діяльність Савранського району у складі Савранської селищної, Бакшанської, Вільшанської, Кам'янської, Неделківської, Полянецької сільських рад Любашівського району та Концебівської сільської ради Балтського району.[18]

Нижче наведено адміністративно-територіальний склад сільських рад за роками.

### 1923
На 1923 р. площа 332,3 кв. верст (34615 десятин, 380,8 км²), населения району 23621/35 037 (26200 чол.), 10 сільрад, 12 населених пунктів; 
на 1925 р. площа 390,1 кв. км, населення 30 442 чол., 10 сільрад та 25 населених пунктів

(на 1925 р. площа 366,2 кв. в., населення 37 446 чол.)
1. Савранська (м-ко Саврань та с. Саврань)
2. Осичківська
3. Концебівська
4. Байбузівська
5. Каміноватська (Кам'януватська)
6. Ольшанська (Вільшанська)
7. Слюсарівська
8. Полянецька
9. Глубочська
10. Островська (Островка і Турундовка)

### 1928
На 1930 р. площа 645 кв. км, 44 поселень, населення 46891/47000 чол. (м-ко Саврань – 7951/8243 чол.).
1926—1929 — 16 сільрад, з 1930 р. — 17 сільрад, тобто у Саврані з'явилась друга сільрада (всього дві).
За переписом 1926 року населення склало 46021 мешканців (нижче у дужках подається кількість населення за цим переписом).
1. Бакшанська сільрада (3851[26])
2. Байбузівська с/р (2755[26])
3. Глибочанська
  - Квітка
4. Гетманівська
5. Кам'януватська (3402[26])
6. Капустянська
  - Білоусівка
  - Дубки
7. Концебівська (4967[26])
8. Неделківська[28] (2629[26])
  - Струтинка[28]
9. Осичанська[28] (3044[26])
10. Острівська (Нова Островка)[28]
  - Стара Островка[28]
  - Турундівка[28][29]
  - Калинівка
11. Ольшанська
12. Плосківська[28]
  - Кайтанівка
13. Полянецька[28] (3386[26])
14. Савранська [містечко[28] Саврань-єврейська], 4028 чол.)[30]
15. Савранська (сільська) [село[28] Саврань-українська][31]
16. Слюсарівська[28]
17. Юзефівська[28]

### 1933
На 1933 р. площа н/в., населення 44718 чол. (село Саврань – 7550 чол.); на 1935 р. площа 671,9 кв. км (67,2 тис. га, з них ліси 8917 га), населення 43223 чол.
1. Байбузівська
2. Бакшанська
3. Вільшанська
4. Глибоцька
  - Квітка
5. Гетьманівська
6. Дубинівська
7. Кам'януватська
8. Капустянська 
  - Білоусівка
  - Дубки
9. Концебівська
10. Недельківська
  - Струтинка
11. Осичківська
12. Острівська 
  - Стара Островка
  - Турундівка
  - Калинівка
13. Плосківська 
  - Кайтанівка
14. Полянецька
15. Савранська-єврейська
16. Савранська-українська (дві сільради в одному населеному пункті — с. Саврань)
17. Слюсарівська
18. Юзефівська

### 1946
Площа 0,7 тис. км²
1. Саврань
2. Мала Саврань (01.02.1945 с. Саврань Малосавранської сільради перейменовано в с. Мала Саврань[35][36])
3. Байбузівка
4. Бакша
5. Вільшанка
6. Гетьманівка
7. Глибочок
  - Квітка
8. Дубинове
9. Йосипівка
10. Кам'яне
11. Капустянка
  - Білоусівка
  - Дубки
12. Концеба
13. Неділкове
  - Струтинка
14. Осички
15. Острівка
  - Стара Острівка
  - Калинівка с-ще[37]
16. Плоске
  - Кайтанівка (Каєтанівка)[38]
17. Полянецьке
18. Слюсареве

### 1957—1962
У квітні 1957 р. с. Саврань віднесено до категорії селищ міського типу (у 1956 р. Савранська та Мало-Савранська сільради об'єднані в одну Савранську сільську раду); тим же рішенням виконавчого комітету Одеської обласної ради від 13 квітня 1957 р. об'єднано сільські ради: Байбузівську і Концебівську — в одну Концебівську сільську Раду, Глибочківську і Полянецьку — в одну Полянецьку, Дубинівську і Вільшанську — в одну Вільшанську, Осичківську і Савранську — в одну Савранську, а також с. Гетьманівку Йосипівської сільради передано в підпорядкування Бакшанській сільраді, с-ще Ковбасова Поляна і с-ще Савранської гідроелектростанції — в підпорядкування Савранській селищній Раді.
На виконання Указу Президії Верховної Ради УРСР від 28 листопада 1957 р. до складу укрупненого Савранського району ввійшли сільські ради Піщанського району: Піщанська, Гербинська, Пужайківська, Ухожанська, Шляхівська, Криничківська (з Червоною Зіркою) сільради; 7 березня 1958 року Криничківська (з Червоною Зіркою) та Ухожанська сільради Савранського р-ну передані до складу Балтського району.

Адм.-тер. поділ Одеської області, 1958

Рішенням виконавчого комітету Одеської обласної Ради депутатів трудящих від 25 червня 1958 р. об'єднано сільські Ради: Гербинську і Піщанську — в одну Піщанську сільраду, Йосипівську і Концебівську — в одну Концебівську; рішенням від 12 липня 1958 р. об'єднано Капустянську та Неділківську — в одну Неділківську сільраду.
Рішенням виконкому Одеської обласної Ради депутатів трудящих від 19 червня 1959 р. об'єднано сільські Ради: Вільшанську і Полянецьку — в одну Полянецьку, Кам'януватську і Концебівську — в одну Концебівську, Плосківську і Бакшанську — в одну Бакшанську, Шляхівську і Пужайківську — в одну Пужайківську сільраду.
Рішенням облвиконкому від 12 березня 1960 р. утворено сільські Ради Вільшанську, Кам'янську та Плосківську. Рішенням Одеського облвиконкому від 22 квітня 1960 р. с. Йосипівка Концебівської сільради передано в підпорядкування Бакшанській сільській Раді.
19 листопада 1960 р. рішенням Одеського облвиконкому утворено Шляхівську сільську Раду з центром в с. Шляхове; село Ракулове Пужайківської сільради — в підпорядкування новоутворенній Шляхівській сільській Раді.
Таким чином на початок 1960-х рр. Савранський р-н мав площу ≈0,9 тис. км² (найбільшу за час свого існування), 1 селищну та 10 сільрад, яким було підпорядковано 32 населених пункти:
1. Саврань (смт)
  - Ковбасова Поляна с-ще
  - Осички
  - с-ще Савранської гідроелектростанції (з 10 червня 1960 р. Прибузьке с-ще[48])
2. Бакша
  - Гетьманівка
  - Йосипівка
3. Вільшанка
  - Дубинове
  - Слюсареве
4. Кам'яне
5. Концеба
  - Байбузівка
6. Неділкове
  - Струтинка
  - Капустянка
  - Білоусівка
  - Дубки
7. Полянецьке
  - Глибочок
  - Калинівка с-ще
  - Квітка
  - Острівка
  - Стара Острівка
8. Піщана
  - Гербине
9. Плоске
  - Кайтанівка (16.05.1964 об'єднане та/або включене в смугу с. Плоске[49])
10. Пужайкове
  - Савранське
11. Шляхове
  - Ракулове

…Саврань была столицею района.

А в центре жил партийный комитет.(рос.)
— О. Г. Уваров. «Саврань» (поэма), Глава I (1963)

### 1967
Площа 0,6 тис. км²
1. Саврань
  - Ковбасова Поляна с-ще
  - Осички
  - Прибузьке с-ще (25.08.1967 с-ще Прибузьке знято з облікових даних[50][51][52])
2. Бакша
  - Гетьманівка
  - Йосипівка
3. Вільшанка
  - Дубинове
  - Слюсареве
4. Кам'яне
5. Концеба
  - Байбузівка
6. Неділкове
  - Струтинка
  - Білоусівка
  - Дубки
  - Капустянка
7. Полянецьке
  - Глибочок
  - Калинівка с-ще
  - Квітка
  - Острівка
  - Стара Острівка (12.09.1967 с. Стара Острівка та с. Острівка (Нова Острівка) об'єднані в одне село Острівка[51][52][53][54])

### 1972
Площа 0,6 тис. км²
1. Саврань
  - Ковбасова Поляна с-ще
  - Осички
2. Бакша
  - Гетьманівка
  - Йосипівка
3. Дубинове (11.06.1969 р. с/раду із Вільшанки перенесено у с. Дубинове[55])
  - Вільшанка
  - Слюсареве
4. Кам'яне
5. Концеба
  - Байбузівка
6. Неділкове
  - Струтинка
  - Капустянка
  - Білоусівка
  - Дубки
7. Полянецьке
  - Глибочок
  - Калинівка с-ще
  - Квітка
  - Острівка

…Весна свои зеленые знамена

Развесила — прохода просто нет.

Саврань — столица славного района.

Душа его — партийный комитет.(рос.)
— О. Г. Уваров. «Саврань» (поэма), Глава I (1973)

### 1979
Площа 0,6 тис. км²
1. Саврань
  - Гетьманівка (15.02.1977 передано з Бакшанської сільради в підпорядкування Савранській селищній Раді[56])
  - Ковбасова Поляна с-ще
  - Осички
2. Бакша
  - Йосипівка
3. Дубинове
  - Вільшанка
  - Слюсареве
4. Кам'яне
5. Концеба
  - Байбузівка
6. Неділкове
  - Струтинка
  - Білоусівка
  - Дубки
  - Капустянка
7. Полянецьке
  - Глибочок
  - Калинівка с-ще (19.05.1981 с-ще Калинівка знято з облікових даних[57][58][59])[60]
  - Квітка[61]
  - Острівка

### 1987
Територія 0,6 тис. км²
1. Саврань
  - Вільшанка (рішенням облвиконкому від 21.01.86 с. Вільшанка Дубинівської сільради передано в підпорядкування Савранській селищній раді[57][62];
 з 1991 р. відокремилась у сільраду[62])
  - Гетьманівка
  - Ковбасова Поляна с-ще
2. Бакша
  - Йосипівка
3. Дубинове
  - Слюсареве
4. Кам'яне
5. Концеба
  - Байбузівка (з 1997 р. Байбузівська сільська рада[62])
6. Неділкове
  - Струтинка
  - Білоусівка
  - Дубки
  - Капустянка (з 1997 р. утворена Капустянська сільрада[62]; з 2003 р. підпорядковані села Білоусівка та Дубки[62])
7. Осички (на підставі рішення Одеського облвиконкому від 18.09.1984 р. № 476 відновлена діяльність Осичківської сільської ради[63])
8. Полянецьке
  - Глибочок
  - Квітка
  - Острівка